# Danziger Dampfboot

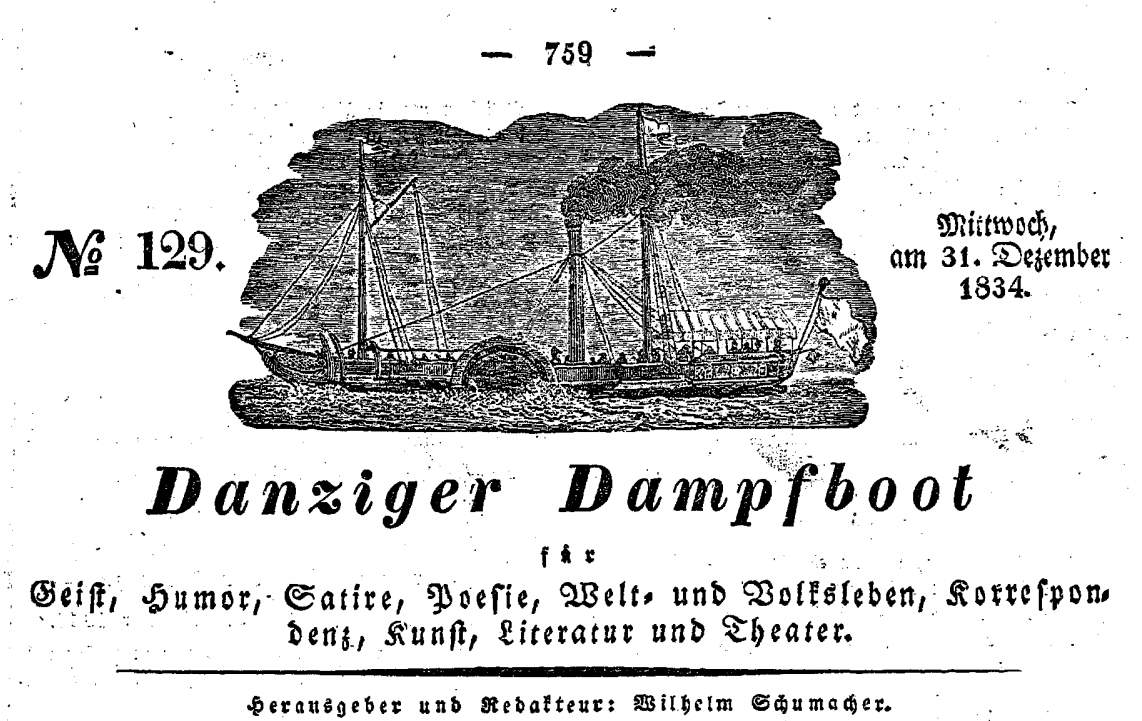
Titel der Zeitschrift Danziger Dampfboot

Das Danziger Dampfboot war eine im November 1831 erstmals in Danzig erschienene Monats-Zeitschrift.
Die mit dem Untertitel „Zeitschrift für Geist, Humor, Satire, Poesie, Welt- und Volksleben, Kunst, Literatur und Theater“ versehene Zeitschrift wurde von dem am 3. Januar 1800 in Danzig geborenen Schriftsteller und Journalisten Wilhelm Schumacher gegründet. Als dieser 1837 starb, übernahm Julius Lasker mit Erfolg das Blatt.
Wenige Jahre später erschien Das Dampfboot dann als Wochenzeitung und hatte eine Auflage von etwa 1500 Exemplaren. Im Jahre 1879 erschien die letzte Ausgabe. 
In der Ausgabe vom 14. April 1838 wurde der Beitrag Der gespenstige Reiter. Ein Reiseabenteuer veröffentlicht. Diese Geschichte inspirierte Theodor Storm zu seiner im April 1888 veröffentlichen Novelle Der Schimmelreiter.